# Journal of Medical Genetics
Das Journal of Medical Genetics, abgekürzt J. Med. Genet., ist eine wissenschaftliche Fachzeitschrift, die vom BMJ-Verlag veröffentlicht wird. Herausgeber ist die British Medical Association. Die erste Ausgabe erschien im September 1964. Derzeit erscheint die Zeitschrift monatlich. Es werden Arbeiten aus allen Bereichen der Humangenetik veröffentlicht.
Der Impact Factor lag im Jahr 2024 bei 3,7. Nach der Statistik der Clarivate Journal Citation Reports wird das Journal mit diesem Impact Factor in der Kategorie Genetik und Vererbung an 51. Stelle von 191 Zeitschriften geführt.
Chefredakteur ist Huw Dorkins (University of Oxford, Oxford, UK).